# Тепляков, Василий Ильич
Тепляко́в Васи́лий Ильи́ч — купец 3-й гильдии. В 1850—1852 гг. городской голова Самары.

## Семья
Василий Ильич Тепляков родился в 1792/93 году . Его семья состояла из жены Марии Кузьминичны, на которой он женился в 1829/30 г., и 4-х детей: дочерей Марьи, Матрёны, Александры и сына Василия.

## Карьера
Город в 40-е годы XIX века достаточно быстро рос — управлявшейся Тепляковым в 1850 году Самаре было около 15 000 человек, в том числе 709 купцов. Правда, в 1851 г. их число (обоих полов) указывается уже 13 732 человека. Такое уменьшение было вызвано опустошившим 13 июня 1850 г. Самару страшным пожаром. Сгорело 486 деревянных и 35 каменных жилых домов, все здания присутственных мест, больница, тюремный замок, 126 хлебных амбаров, более 20 судов для перевозки пшеницы. Пожар уничтожил старое здание городских властей и всё находившееся там имущество, из которого успели вынести и спасти от огня только «стол присутствующих думы с зелёным сукном, зеркало и портрет Государя Императора без рамки». 23 июня 1850 года Василий Ильич Тепляков в собрании думы «словесно объявилъ, что онъ во время … пожара лишился дому и прочаго имущества, и от этого чувствуя головную боль и слабое здоровье, желает отлучиться в отпуск в Минеральные воды на три месяца, почему предложил думе об увольнении его в отпуск на просимый срок и о поручении к исправлению его должности городского головы, состоящему при нём кандидату купцу Василию Попову предоставить… Начальнику губернии». 1 января1851 года городской голова В. И. Тепляков «с членами Думы и Магистрата» шествовал в составе Крестного хода, проводившегося по поводу открытия Самарской губернии. В 1853 г. В. И. Тепляков второй раз упоминался на посту городского головы Самары. В 1857 году купец Тепляков со всей своей семьёй переехал в Бугульму. Губернская Самара быстро изменялась. Наплыв в город дворян, чиновников и купцов сильно изменило местное общество.
Управление городом становилось всё сложнее, и на пост городского головы стали избирать более образованных и опытных купцов и разночинцев-мещан.